# Campico
Campico es una entidad de población española del municipio de Sorbas, perteneciente a la provincia de Almería, en la comunidad autónoma de Andalucía.

## Toponimia
El lugar puede encontrarse referido como Campico y Campico de Honor.

## Historia
Hacia mediados del siglo XIX, el lugar era referido como una alquería ya por entonces perteneciente al municipio de Sorbas. Aparece descrito en el quinto volumen del Diccionario geográfico-estadístico-histórico de España y sus posesiones de Ultramar de Pascual Madoz con las siguientes palabras:

CAMPICO DE HONOR: alq. en la prov. de Almeria, part. jud. de Sorbas, térm. jurisd. de la misma v.
(Madoz, 1846, p. 352)

En 2023, la entidad singular de población de Campico, encuadrada dentro de la entidad colectiva de Demarcación del Campico, tenía empadronados 26 habitantes, 5 de ellos en el núcleo de población de ese nombre y 21 en diseminado.